# David Gilbarg
David Gilbarg (Boston, 17 de setembro de 1918 — Palo Alto, 20 de abril de 2001) foi um matemático estadunidense.
Foi professor emérito da Universidade Stanford. Foi co-autor, com Neil Trudinger, do livro Elliptic Partial Differential Equations of Second Order.